# Sarjärv (sjö i Kronoby, Österbotten, Finland)
För sjön i Vörå kommun, se Sarjärv.
Sarjärv eller Saarijärvi är en sjö i Finland. Den ligger i kommunen Kronoby i landskapet Österbotten, i den centrala delen av landet, 400 km norr om huvudstaden Helsingfors. Sarjärv ligger 65 meter över havet. I omgivningarna runt Sarjärv växer i huvudsak blandskog. Arean är 12,1 hektar och strandlinjen är 2,58 kilometer lång. Sjön  ingår i Kronoby å huvudavrinningsområde. 